# Washington County (Illinois)
Washington County je okres ve státě Illinois ve Spojených státech amerických. K roku 2010 zde žilo 14 716 obyvatel. Správním městem okresu je Nashville. Celková rozloha okresu činí 1 461 km².